# Jean-Jacques Marie
Pour les articles homonymes, voir Marie.
Jean-Jacques Marie, né le 10 mai 1937, est un historien français spécialiste de l'URSS et du trotskisme.

## Biographie
Jean-Jacques Marie est agrégé de lettres classiques, licencié d'histoire et diplômé en russe de l'Institut national des langues et civilisations orientales en 1961.
Entré jeune en politique comme membre de l'aile gauche de la SFIO, il s'oppose à la guerre d'Algérie avec le célèbre vétéran de l'extrême gauche française Marceau Pivert, qui sera son mentor jusqu'à sa mort. Militant trotskiste depuis cette date, il a été membre de l'Organisation communiste internationaliste (OCI) de 1965 à 1981, puis du Parti communiste internationaliste de 1981 à 1991. Depuis 1992, il a été membre du Parti des travailleurs (1991), puis du Parti ouvrier indépendant et du Parti des travailleurs (2015).
Spécialiste de l'histoire soviétique, Jean-Jacques Marie a notamment rédigé des biographies sur Staline, Lénine et Trotsky.
Il est l'un des principaux animateurs du Centre d'études et de recherches sur les mouvements trotskyste et révolutionnaires internationaux (CERMTRI).
Il est un collaborateur régulier de la revue L'Histoire et du magazine La Quinzaine littéraire.

## Réception critique
Jean-Jacques Marie est considéré comme l’un des meilleurs spécialistes français de la Russie et de sa période soviétique.
Selon le journal Le Monde, son ouvrage La Russie sous Poutine (2016) constitue « une analyse des plus fines et des plus complètes de la Russie post-soviétique. »

## Publications
- Présentation et annotation de Que faire ?, de Lénine, Paris, Seuil, coll. « L'Histoire immédiate », 1966
- Staline, Paris, Seuil, coll. « L'Histoire immédiate », 1967, 307 p.[3]
- Les Paroles qui ébranlèrent le monde. Anthologie bolchevique (1917-1924), Paris, Seuil, coll. « L'Histoire immédiate », 1968, 362 p.
- Les Bolcheviques par eux-mêmes, en collaboration avec Georges Haupt, Paris, éditions François Maspero, 1969
- Le Trotskisme, Paris, Flammarion, 1970, 144 p.
- Trotsky et la Quatrième Internationale, Paris, PUF, coll. « Que sais-je ? », 1980, 127 p.
- Le Goulag, Paris, PUF, coll. « Que sais-je ? », 1989, 127 p.
- Vladimir Vissotsky, Éditions Seghers, coll. « Poésie et chansons », préface de Marina Vlady, 1989, 240 p.
- 1953, les derniers complots de Staline : l'affaire des Blouses blanches, Paris, éditions Complexe, coll. « La mémoire du siècle » (no 61), 1993, 253 p. (ISBN 2-87027-475-0, lire en ligne)
- Les Peuples déportés d'Union soviétique, Bruxelles, éditions Complexe, 1995, 201 p.
- Trotsky, Paris, éditions Autrement, 1998, 228 p.  (ISBN 2-86260-833-5)
- Staline, Paris, Fayard, 2003, 994 p.  (ISBN 2-213-60897-0)[4]
- Lénine, Paris, Balland, 2004, 503 p.  (ISBN 2-7158-1488-7)
- Le Trotskysme et les trotskystes, Armand Colin, coll. « Histoire au présent », 2004, 223 p.  (ISBN 2-200-26246-9)
- Cronstadt, Paris, Fayard, 2005, 481 p.  (ISBN 2-213-62605-7)
- La Guerre civile russe, 1917-1922. Armées paysannes, rouges, blanches et vertes, Paris, éditions Autrement, coll. « Mémoires », 2005, 276 p.  (ISBN 2746706245)
- Trotsky : Révolutionnaire sans frontières, Paris, Payot, coll. « Biographie Payot », 2006, 621 p.  (ISBN 2-228-900-38-9)
- Voyager avec Karl Marx — Le Christophe Colomb du Capital, La Quinzaine littéraire/Louis Vuitton, 2006, 320 p.  (ISBN 9782910491208)
- Le Dimanche rouge, Larousse, mai 2008  (ISBN 978-2-03-583348-8)
- L'Antisémitisme en Russie, de Catherine II à Poutine, Paris, éditions Tallandier, 2009, 447 p. (ISBN 978-2-84734-298-7, présentation en ligne)
- Khrouchtchev : la réforme impossible, Payot, 2010  (ISBN 2-228-90507-0)
- Lénine : la révolution permanente, Payot, 2011  (ISBN 978-2-228-90689-0)
- Beria : le bourreau politique de Staline[5], Tallandier, 2013  (ISBN 9791021002944)
- Rapport sur le culte de la personnalité et ses conséquences, présenté au XXe congrès du Parti communiste d'Union soviétique, dit « Le rapport Khrouchtchev », traduction et présentation, éditions du Seuil, 2015  (ISBN 978-2021170542)
- La Guerre des Russes blancs. 1917-1920, Tallandier, 2017, 524 p.
- Les Femmes dans la révolution russe, Seuil, 2017, 384 p.
- Vivre dans la Russie de Lénine, 2020, 382 p.
- Des gamins contre Staline, Seuil, 2022, 304 p.  (ISBN 9782021490404)
- La collaboration Staline-Hitler, Tallandier, 2023, 352 p.